# Marika Green
Marika Nicolette Green (ur. 21 czerwca 1943 r. w Sztokholmie) – francusko-szwedzka aktorka.
Wnuczka Paula Le Flema, córka szwedzkiego dziennikarza Lennarta Greena i Francuzki Jeanne Le Flem. Żona Christiana Bergera, jej bratanicą jest Eva Green.

## Filmografia[4]
- 2015: Nad morzem (By the Sea) jako Sprzedawczyni w sklepie odzieżowym
- 1994: Bauernschach jako Gerda
- 1989: Hanna Monster, Liebling
- 1986: Grand hôtel (serial) jako Lady Gladys
- 1984: Do września (Until September) jako Bankierka
- 1984: Le Château jako Barnabé
- 1980: Papa Poule (serial) jako Liza
- 1978: Jan Krzysztof (Jean-Christophe; serial)
- 1976: À l'ombre d'un été
- 1976: La Ville est a nous jako Caroline Chapot
- 1974: Emmanuelle jako Bee
- 1974: Histoires insolites (serial) jako Lisa
- 1974: Les Flocons rouges jako Doris
- 1974: Le juge et son bourreau jako Anna Klaper
- 1974: Dédé la tendresse
- 1974: Arsène Lupin (serial),  odcinek La demeure mystérieuse jako Régine
- 1973: L'Affaire Crazy Capo jako córka
- 1973: La Balancoire a minouches jako Estella
- 1973: L'Alphomega (miniserial)
- 1970: Oni jako Ils
- 1969: Bruno, l'enfant du dimanche jako Denise
- 1969: Pasażer w deszczu (Le Passager de la pluie) jako Hostessa
- 1968: Koenigsmark jako Aurore
- 1968: Le bal des voyous
- 1968: La Fille d'en face jako Dziewczyna z naprzeciwka
- 1968: Les Grandes espérances
- 1967: Cinq gars pour Singapour jako Monika
- 1967: Le golem jako Myriam
- 1965: Le Mystère de la chambre jaune jako Mathilde Stangersen
- 1964: Le Récit de Rebecca
- 1962: Cross of the Living jako La Croix des vivants
- 1959: Kieszonkowiec (Pickpocket) jako Jeanne